# Andrena mellea
Andrena mellea là một loài Hymenoptera trong họ Andrenidae. Loài này được Cresson mô tả khoa học năm 1868.